# Рантоваям
Рантоваям — река на полуострове Камчатка. Протекает по территории Тигильского района Камчатского края России.
Длина реки — 13 км. Берёт исток в распадке у безымянной сопки высотой 178 м, протекает в широтном направлении до впадения в реку Хайрюзова справа. Имеет несколько безымянных притоков.
Название в переводе с корякского Раӈтоваям — «от жилья выходящая река».
По данным государственного водного реестра России относится к Анадыро-Колымскому бассейновому округу.